# Argyrops
Argyrops là một chi cá trong Họ Cá tráp (Sparidae).

## Các loài
Chi này gồm có các loài sau:
- - Argyrops bleekeri (Oshima, 1927) - Cá miễn sành năm gai.
  - Argyrops filamentosus (Valenciennes, 1830)
  - Argyrops megalommatus (Klunzinger, 1870)
  - Argyrops spinifer (Forsskål, 1775) - Cá miễn sành bốn gai. Loài này là một hải sản phổ biến trong ẩm thực và có thể tìm thấy ở Hồng Hải, vùng biển phía đông châu Phi và kéo dài về phía đông tới nam Nhật Bản và đông bắc Úc.